# Johan Fogh
Johan Henrik Fogh (født 24. november 1947 i København, død 13. august 2021) var en dansk arkitekt. Han var uddannet fra Kunstakademiets Arkitektskole i 1970 og stiftede i 1976, sammen med arkitekt Per Følner, tegnestuen Fogh & Følner. Deres mest kendte byggeri er Bornholms Kunstmuseum. Af andre byggerier kan nævnes Egedal Kirke og Kulturhuset Islands Brygge.
Johan Fogh var Kongelig bygningsinspektør fra 1996 til 2008. I 1995 modtog Johan Fogh og Per Følner Eckersberg Medaillen.